# Anatomia

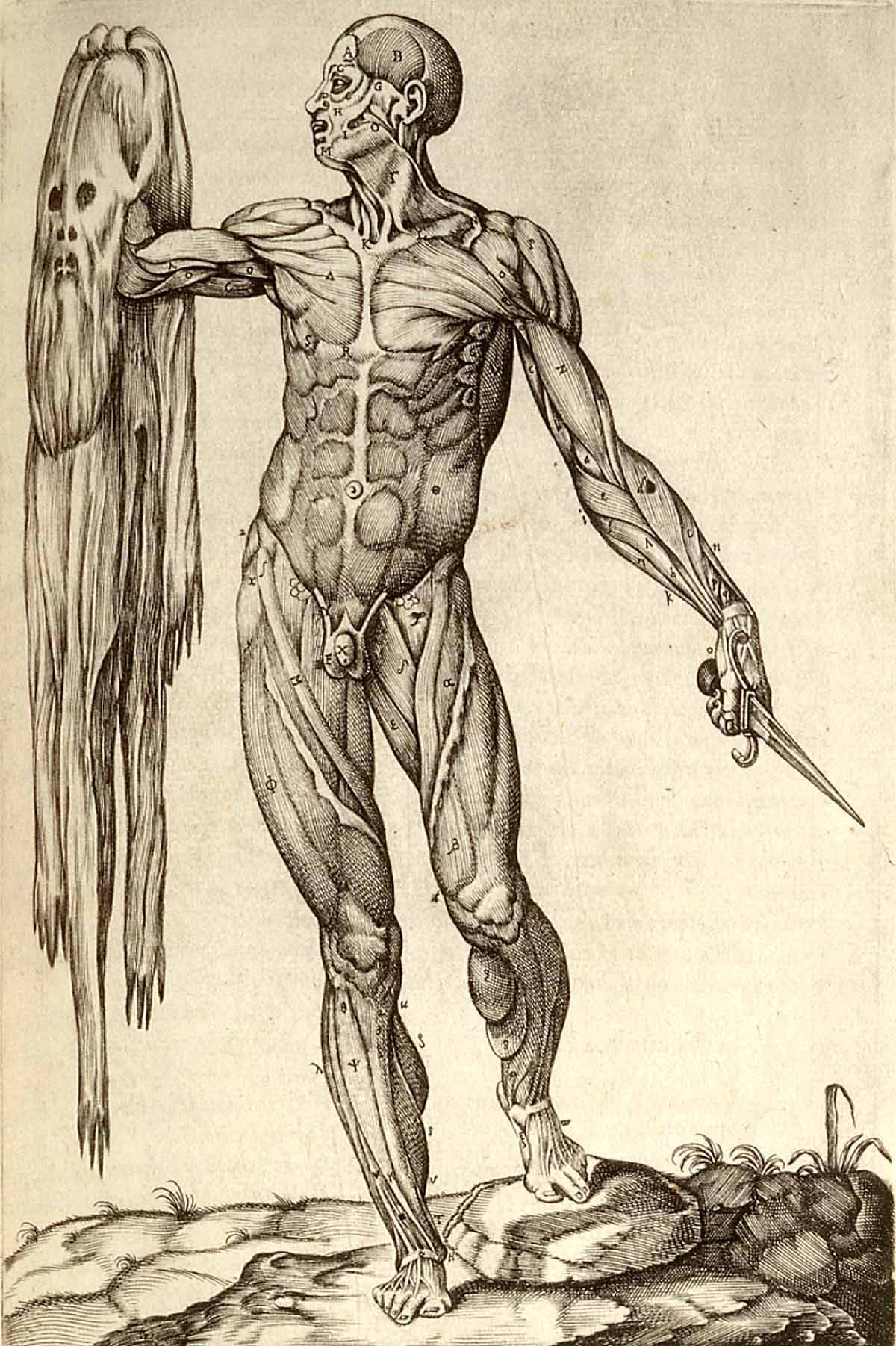
Anatomia del corpo umano di Juan Valverde de Amusco, Roma 1559

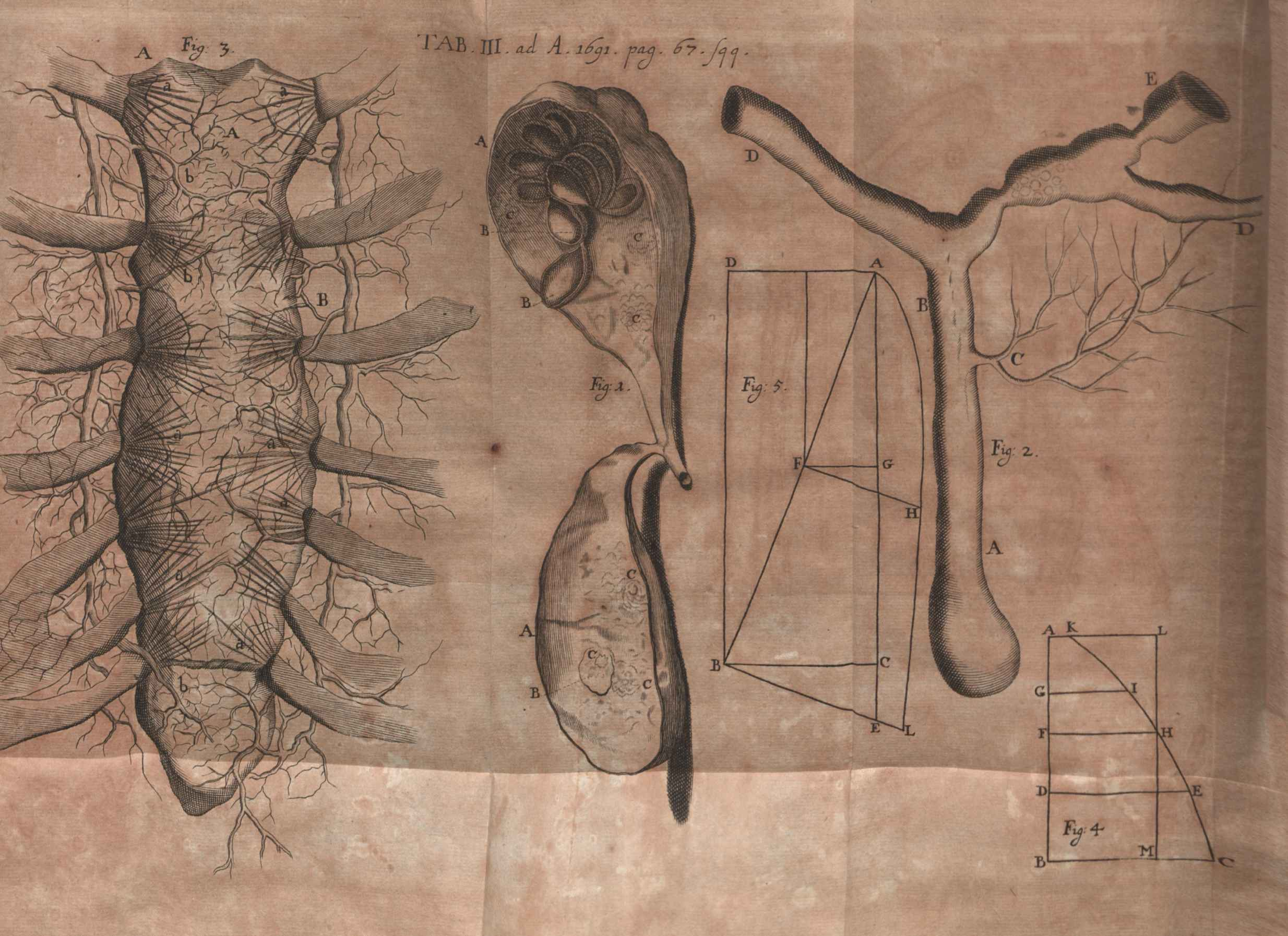
Illustrazione pubblicata sugli Acta Eruditorum del 1691 relativa alla recensione dell'opera di Frederik Ruysch Observationum Anatomico-chirurgicarum centuria

Alessandro Benedetti, Historia corporis humani, 1502

Realdo Colombo, De re anatomica, 1572

L'anatomia è la branca della biologia che studia la struttura degli organismi viventi.
Tale disciplina deve il suo nome al metodo principale d'indagine, la dissezione, rimasta di fondamentale importanza anche in epoca moderna, per quanto integrata da altri moderni e perfezionati metodi di indagine. La dissezione è uno dei mezzi di studio di questa scienza, che in maniera più esatta potrebbe essere chiamata anatomia settoria, che è la branca dell'anatomia macroscopica (chiamata in inglese "gross anatomy") che si avvale del metodo della dissezione del cadavere o delle parti di esso, a fresco o opportunamente preparate. Nonostante la nascita delle nuove tecniche di conservazione, come la plastinazione, e le tecnologie virtuali tridimensionali, la dissezione resta il metodo elettivo per lo studio della disciplina anatomica.
L'anatomia viene suddivisa in anatomia animale (zootomia) e vegetale (fitotomia).Lo studio delle relazioni tra esseri diversi o organi di esseri diversi viene detta anatomia comparata; quando è limitata a una sola specie animale, viene detta anatomia speciale. Prima rappresentante dell'anatomia speciale è l'anatomia umana; questa può essere approcciata da diversi punti di vista.
Dal punto di vista medico consiste nella conoscenza dell'esatta forma, posizione, misura, varianti, sviluppo e interrelazione (o relazione) delle varie parti del corpo umano in salute, e a questo studio vengono dati i termini anatomia umana descrittiva o topografica. Una conoscenza accurata di tutti i dettagli anatomici necessita anni di osservazione ed è posseduta solo da pochi medici che dedicano la loro vita alla ricerca in questo ambito. L'anatomia topografica deve essere appresa da ogni aspirante anatomico tramite la ripetuta dissezione ed ispezione dei cadaveri.
Dal punto di vista morfologico, l'anatomia umana è uno studio scientifico che ha come oggetto la scoperta delle cause che hanno portato all'attuale struttura dell'essere umano, e necessita la conoscenza di altre scienze: l'istologia, la citologia, l'embriologia e la fisiologia.
L'anatomia patologica è lo studio degli organi malati. Mentre le varie discipline della normale anatomia, che si applicano a vari scopi ricevono una denominazione particolare come anatomia medica, chirurgica, ginecologica, artistica e superficiale, la comparazione anatomica delle differenti etnie fa parte della scienza dell'antropologia fisica o dell'anatomia antropologica.

## Storia
Mondino de Luzzi, Alessandro Achilini e Antonio Benivieni a Bologna effettuarono le prime dissezioni umane sistematiche fin dall'antichità.
Mondino nel 1316 pubblicò Anothomia, in cui aveva indicato lo studio dell'anatomia come base di ogni progresso medico e chirurgico, fissando un preciso protocollo per la pratica autoptica, protocollo che viene seguito ancora oggi. Proprio a Bologna nel 1316, per la prima volta, l'anatomia umana avrebbe assunto dignità di insegnamento accademico.
Leonardo da Vinci (1452–1519) fu formato in anatomia da Andrea del Verrocchio. Ha fatto uso delle sue conoscenze anatomiche nelle sue opere d'arte, realizzando molti schizzi di strutture scheletriche, muscoli e organi di esseri umani e altri vertebrati che ha sezionato.
Andrea Vesalio (1514–1564), professore di anatomia all'Università di Padova, è considerato il fondatore dell'anatomia umana moderna. Originario del Brabante, Vesalio pubblicò l'influente libro De humani corporis fabrica ("la struttura del corpo umano"), un libro di grande formato in sette volumi, nel 1543. Le illustrazioni accurate e intricate, spesso in pose allegoriche tra paesaggi all'italiana, si pensa siano state realizzate dall'artista Jan van Calcar, allievo di Tiziano. In Inghilterra l'anatomia fu oggetto delle prime conferenze pubbliche tenute in qualsiasi scienza; questi furono tenuti dalla Compagnia dei Barbieri e dei Chirurghi nel XVI secolo, a cui si aggiunsero nel 1583 le lezioni lumleiane di chirurgia presso il Royal College of Physicians.
Negli Stati Uniti le scuole di medicina iniziarono a essere istituite verso la fine del XVIII secolo. Le lezioni di anatomia richiedevano un flusso continuo di cadaveri per la dissezione e questi erano difficili da ottenere. Filadelfia, Baltimora e New York erano tutte famose per l'attività di rapimento di corpi mentre i criminali facevano irruzione nei cimiteri di notte, rimuovendo i cadaveri appena sepolti dalle loro bare.
L'insegnamento dell'anatomia in Gran Bretagna fu trasformato da Sir John Struthers, professore di anatomia presso l'Università di Aberdeen dal 1863 al 1889. Fu responsabile dell'istituzione del sistema di tre anni di insegnamento accademico "preclinico" nelle scienze sottostanti medicina, compresa in particolare l'anatomia. Questo sistema è durato fino alla riforma della formazione medica nel 1993 e nel 2003. Oltre a insegnare, ha raccolto molti scheletri di vertebrati per il suo museo di anatomia comparata, ha pubblicato oltre 70 articoli di ricerca ed è diventato famoso per la sua dissezione pubblica della balena Tay.
L'invenzione del microscopio elettronico ha portato un grande progresso nella potenza di risoluzione e ha permesso la ricerca nell'ultrastruttura delle cellule, degli organelli e di altre strutture al loro interno. Più o meno nello stesso periodo, negli anni '50, l'uso della diffrazione dei raggi X per lo studio delle strutture cristalline di proteine, acidi nucleici e altre molecole biologiche diede origine a un nuovo campo dell'anatomia molecolare.
Progressi altrettanto importanti si sono verificati nelle tecniche non invasive per l'esame delle strutture interne del corpo. I raggi X possono essere fatti passare attraverso il corpo e utilizzati nella radiografia medica e nella fluoroscopia per differenziare le strutture interne che hanno vari gradi di opacità. La risonanza magnetica, la tomografia computerizzata e l'ecografia hanno consentito l'esame delle strutture interne con dettagli senza precedenti a un livello molto alto.

## Galleria d'immagini

Diagramma stilizzato di una cellula animale (con flagelli)
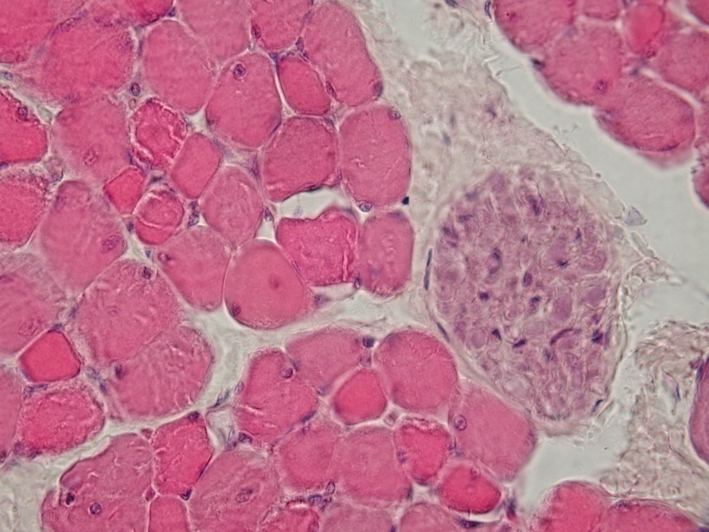
Sezione trasversale del muscolo scheletrico e di un piccolo nervo ad alto ingrandimento (colorazione H&E)
Teschio di topo
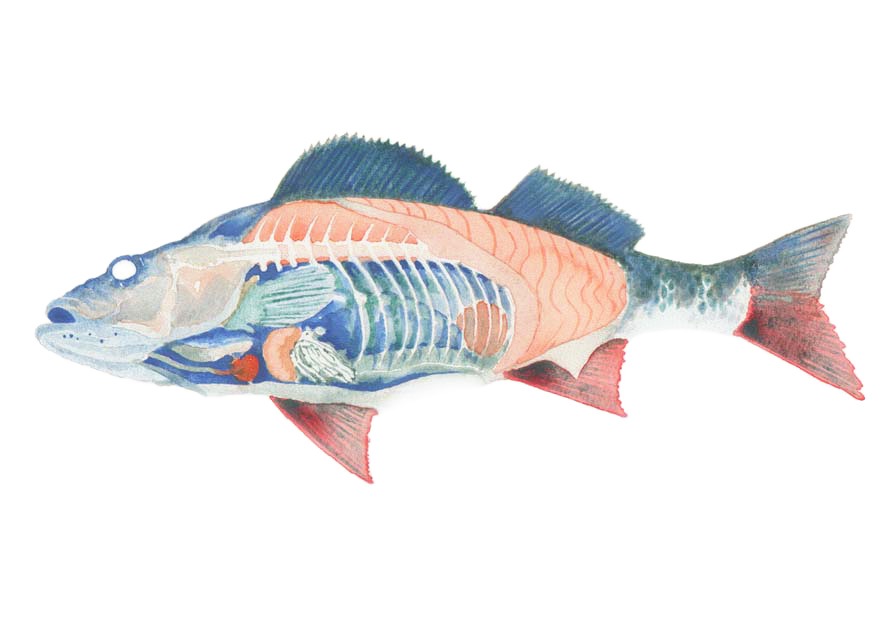
Diagramma in sezione che mostra i vari organi di un pesce
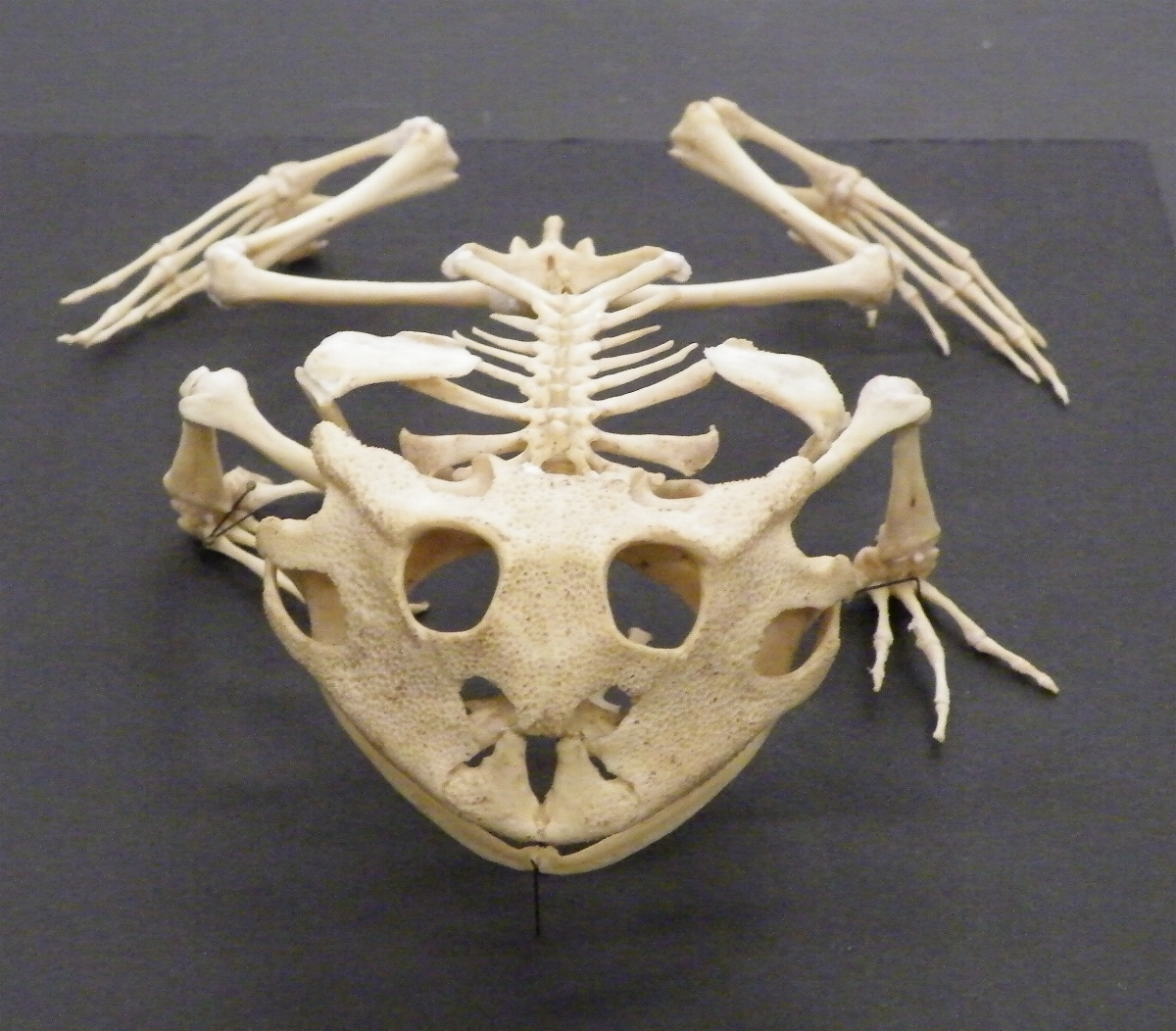
Scheletro di rana cornuta del Suriname (Ceratophrys cornuta)
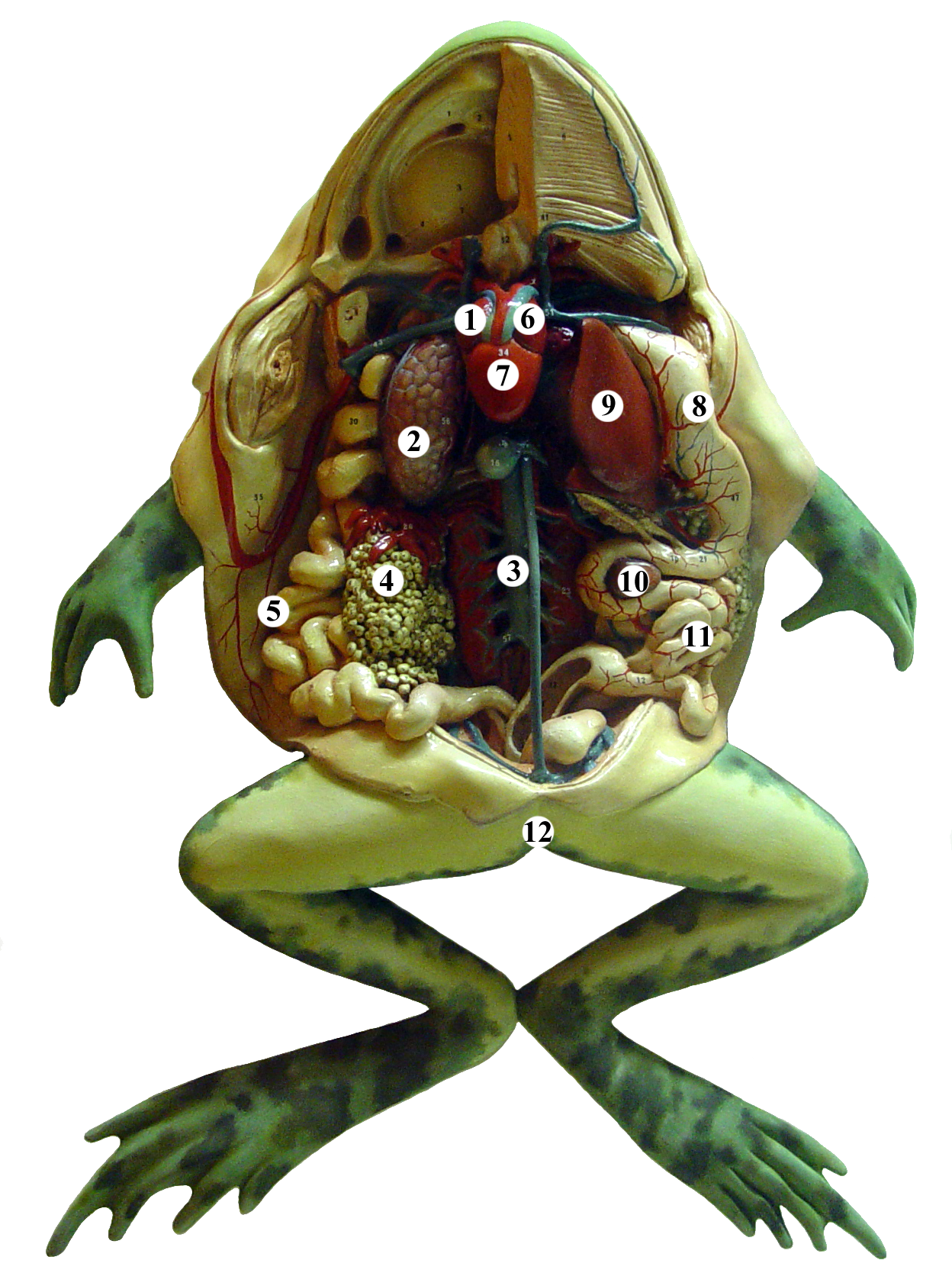
Modello in plastica di una rana
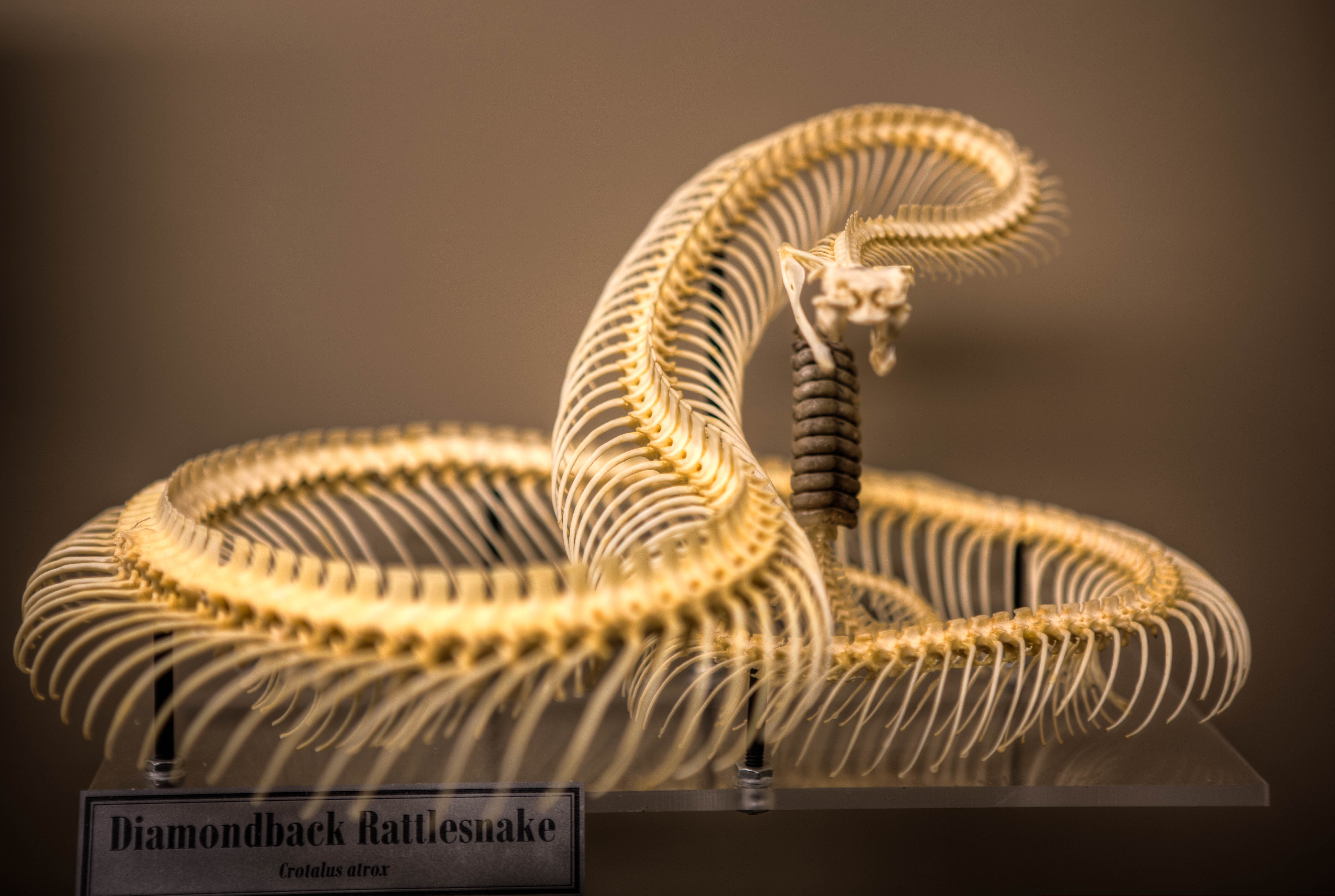
Scheletro di un serpente a sonagli
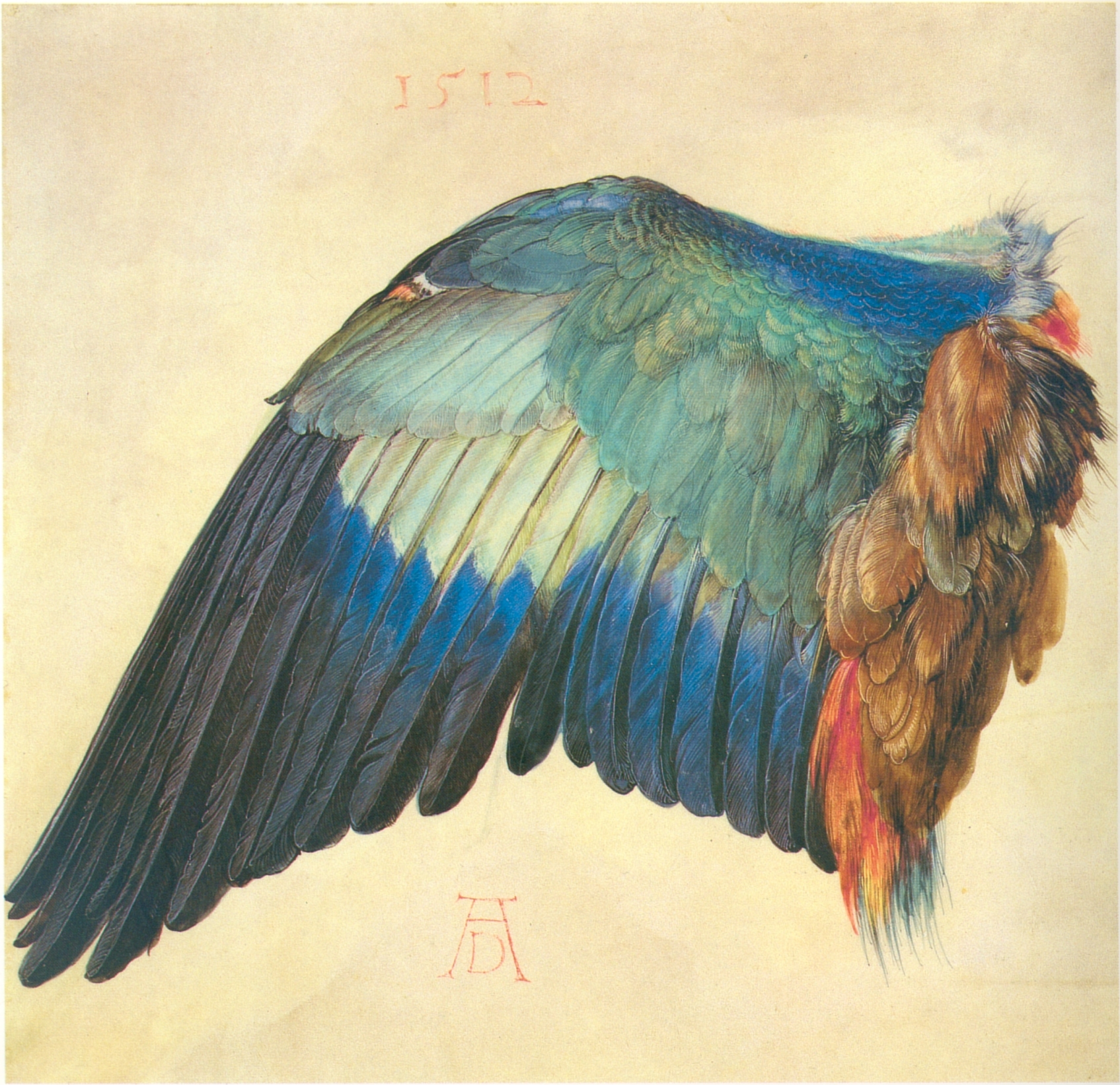
Parte di un'ala. Albrecht Durer, 1500–1512
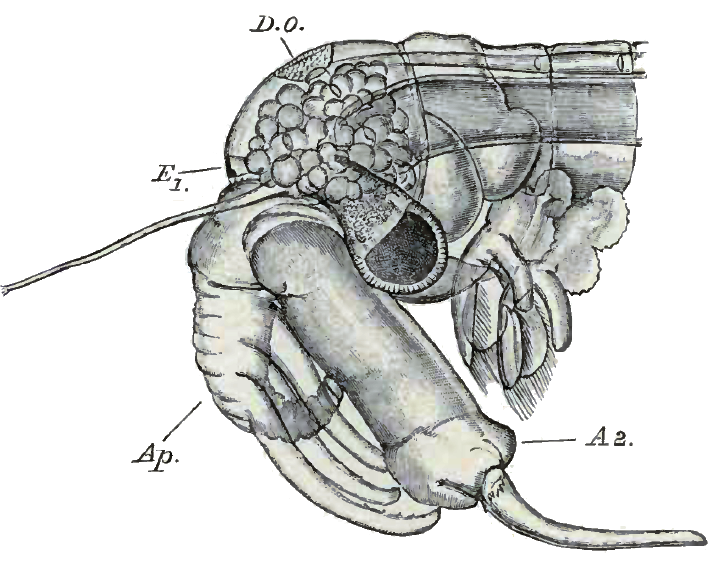
Testa di un maschio Daphnia, un crostaceo planctonico
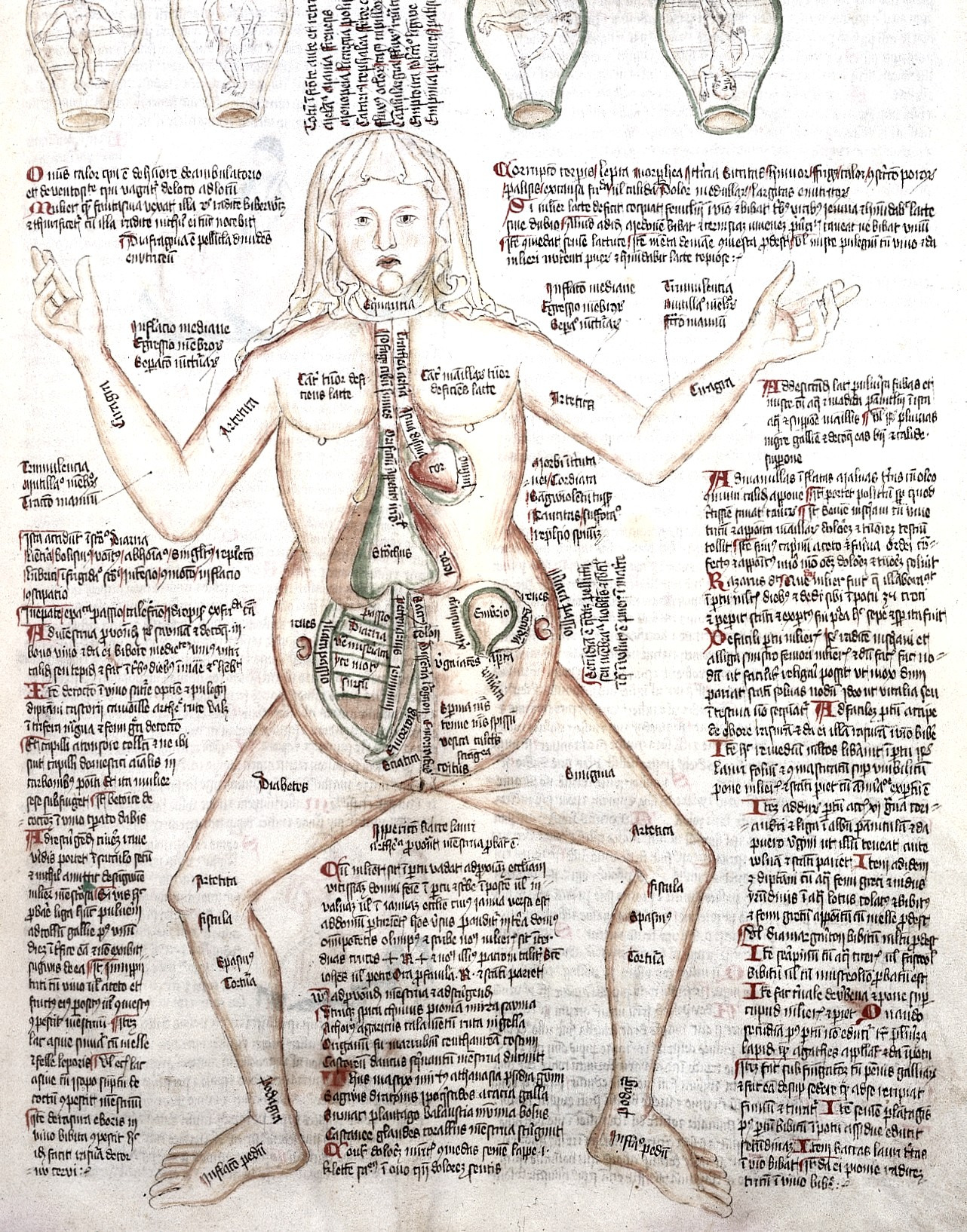
Immagine della prima rappresentazione dei reperti anatomici
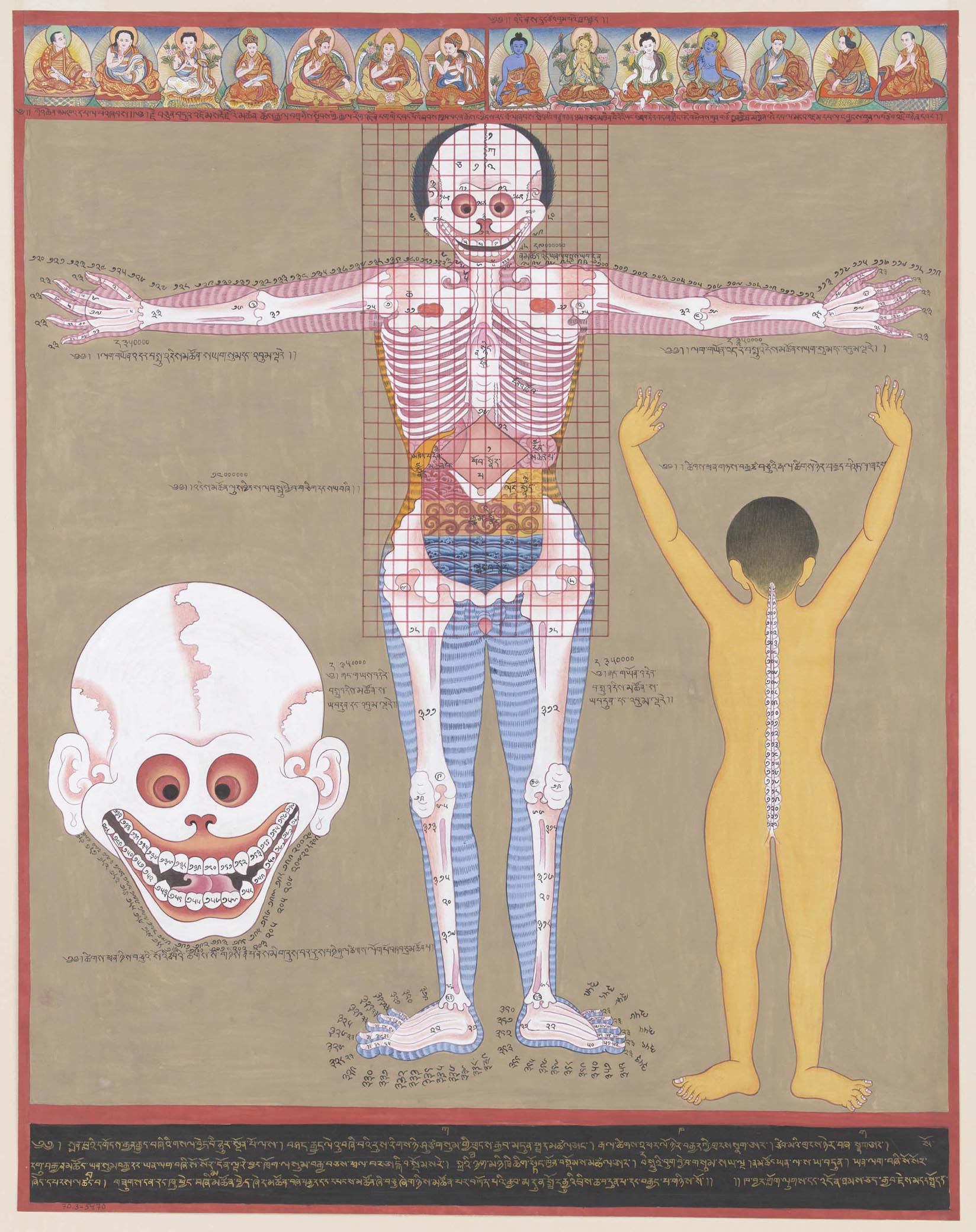
Un thangka anatomico, parte di The Blue Beryl di Desi Sangye Gyatso, XVII secolo
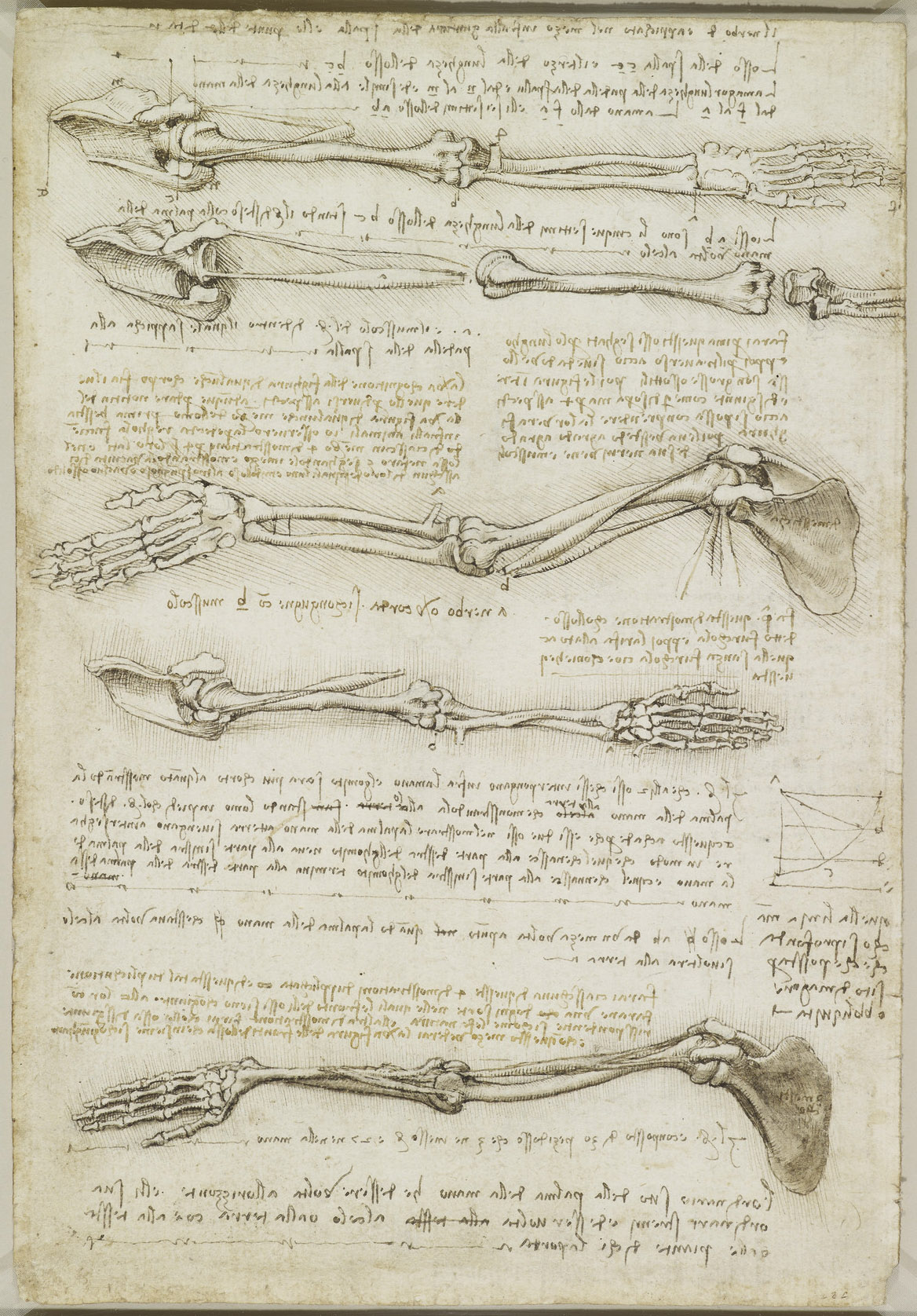
Studio anatomico del braccio, di Leonardo da Vinci, (1510 circa)
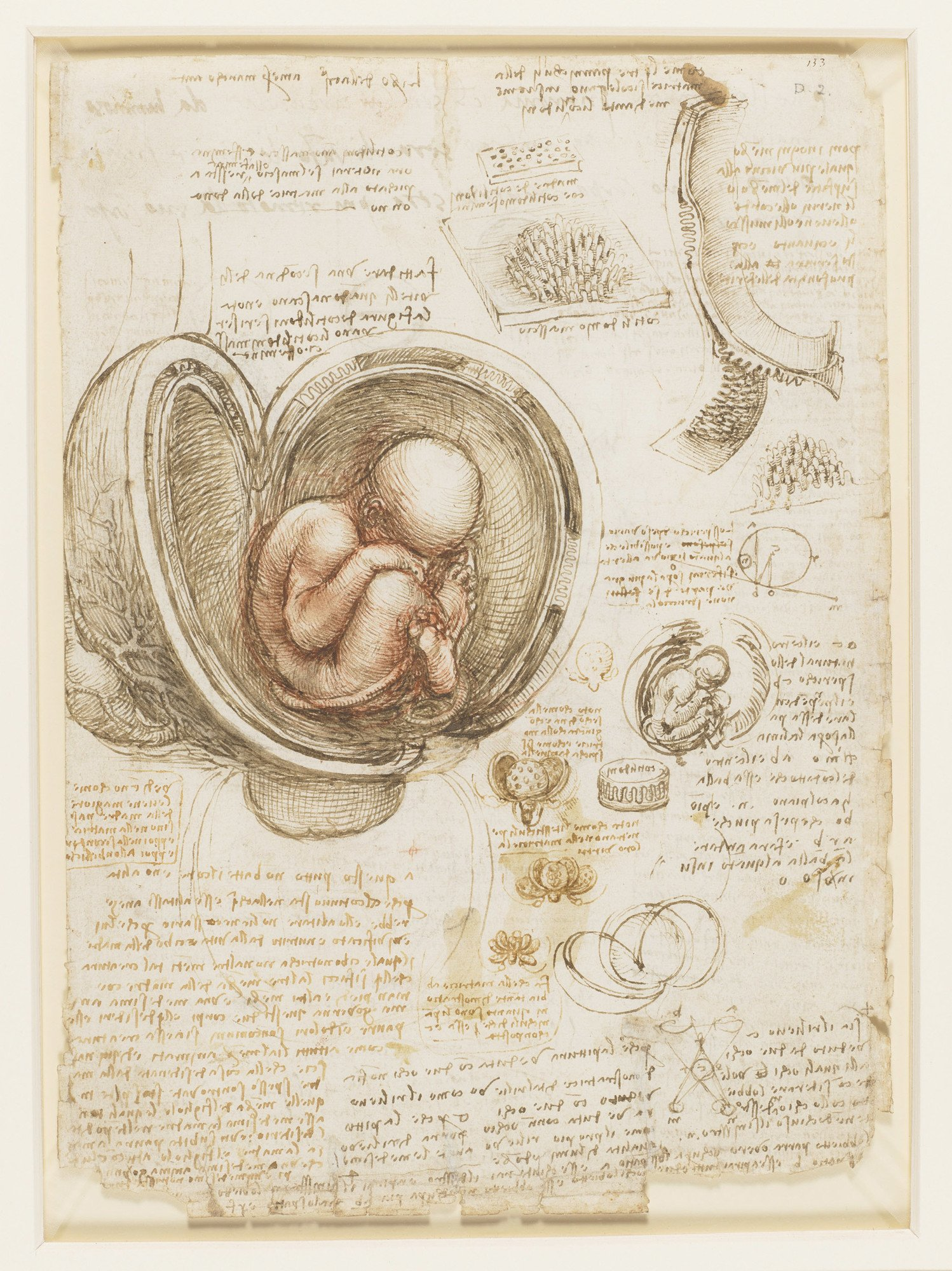
Studio anatomico di feto nell'utero, di Leonardo da Vinci (1511 circa)
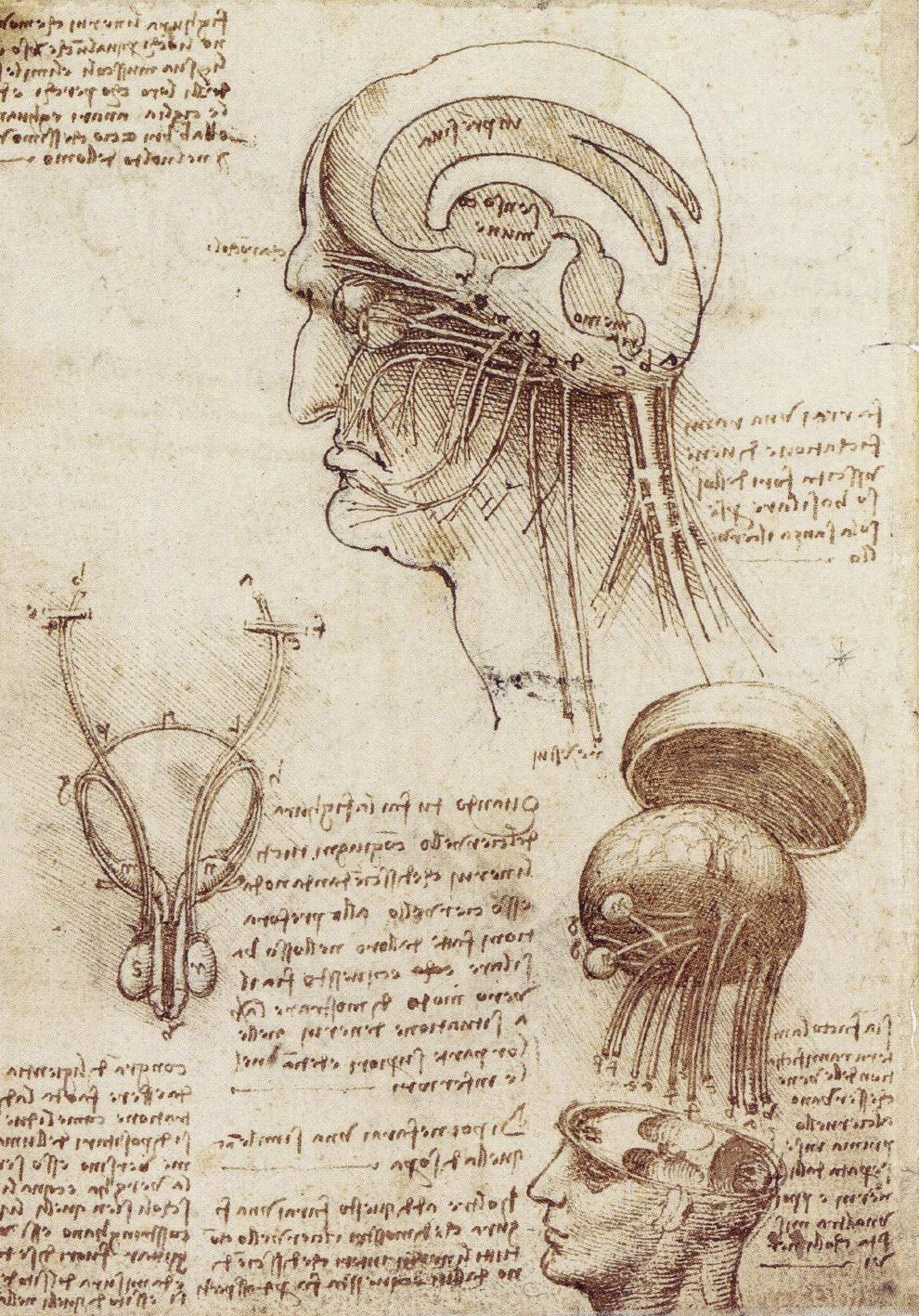
Leonardo Da Vinci
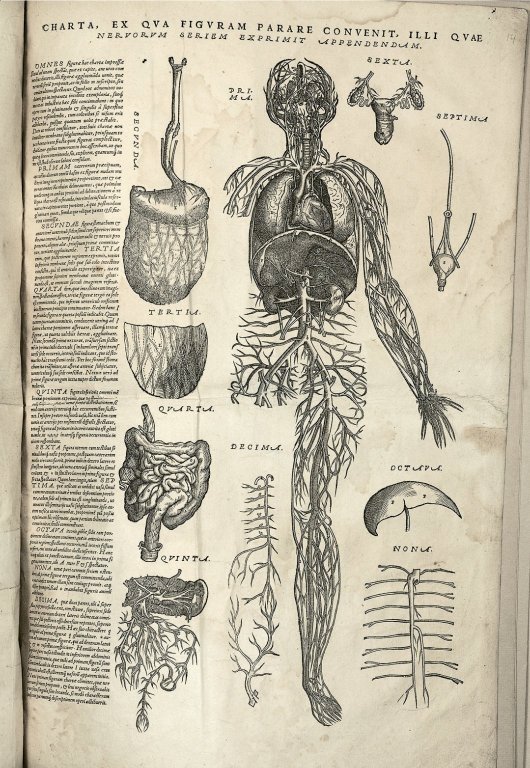
Carta anatomica nell'epitome di Vesalio, 1543
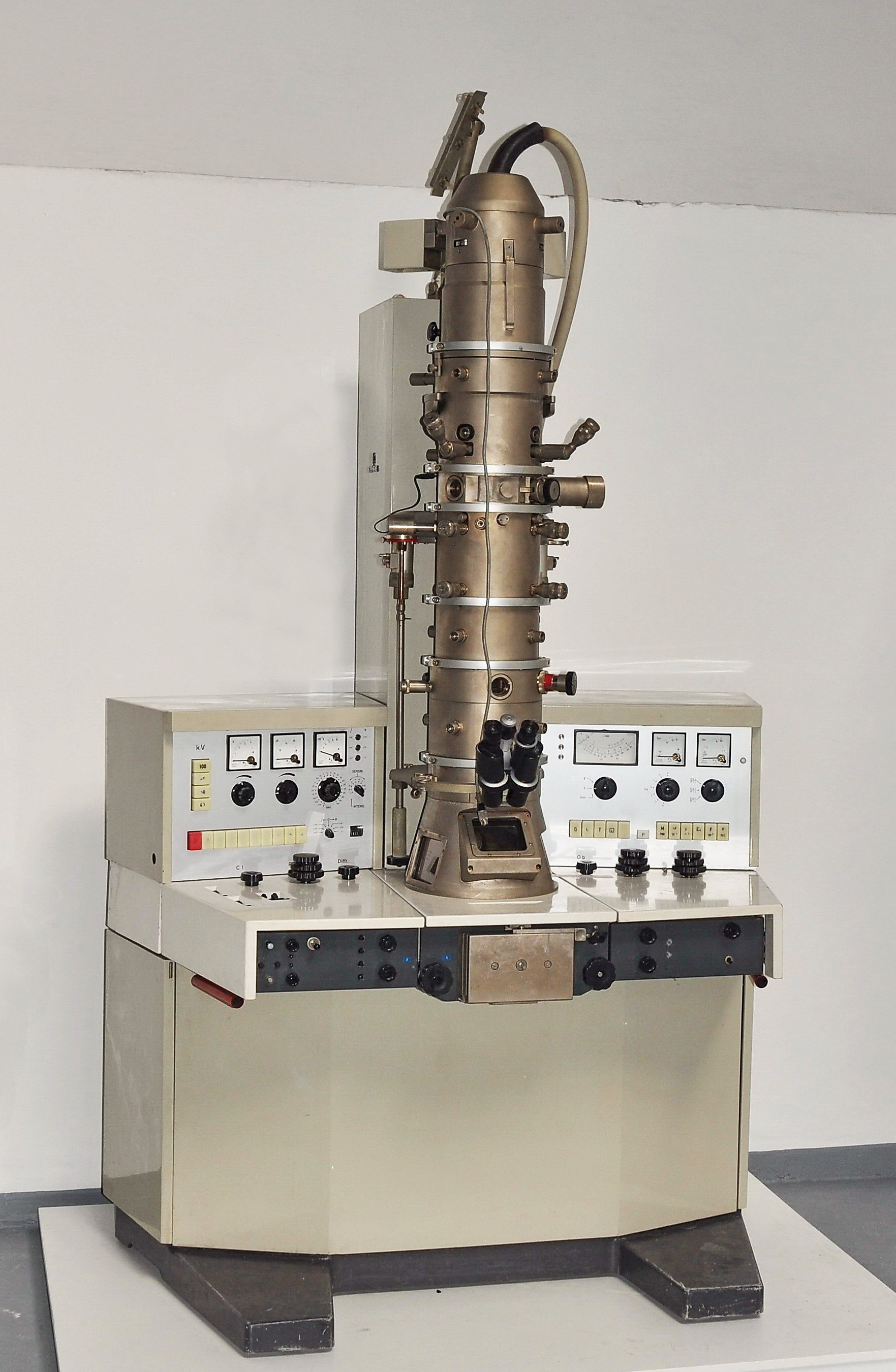
Un microscopio elettronico del 1973
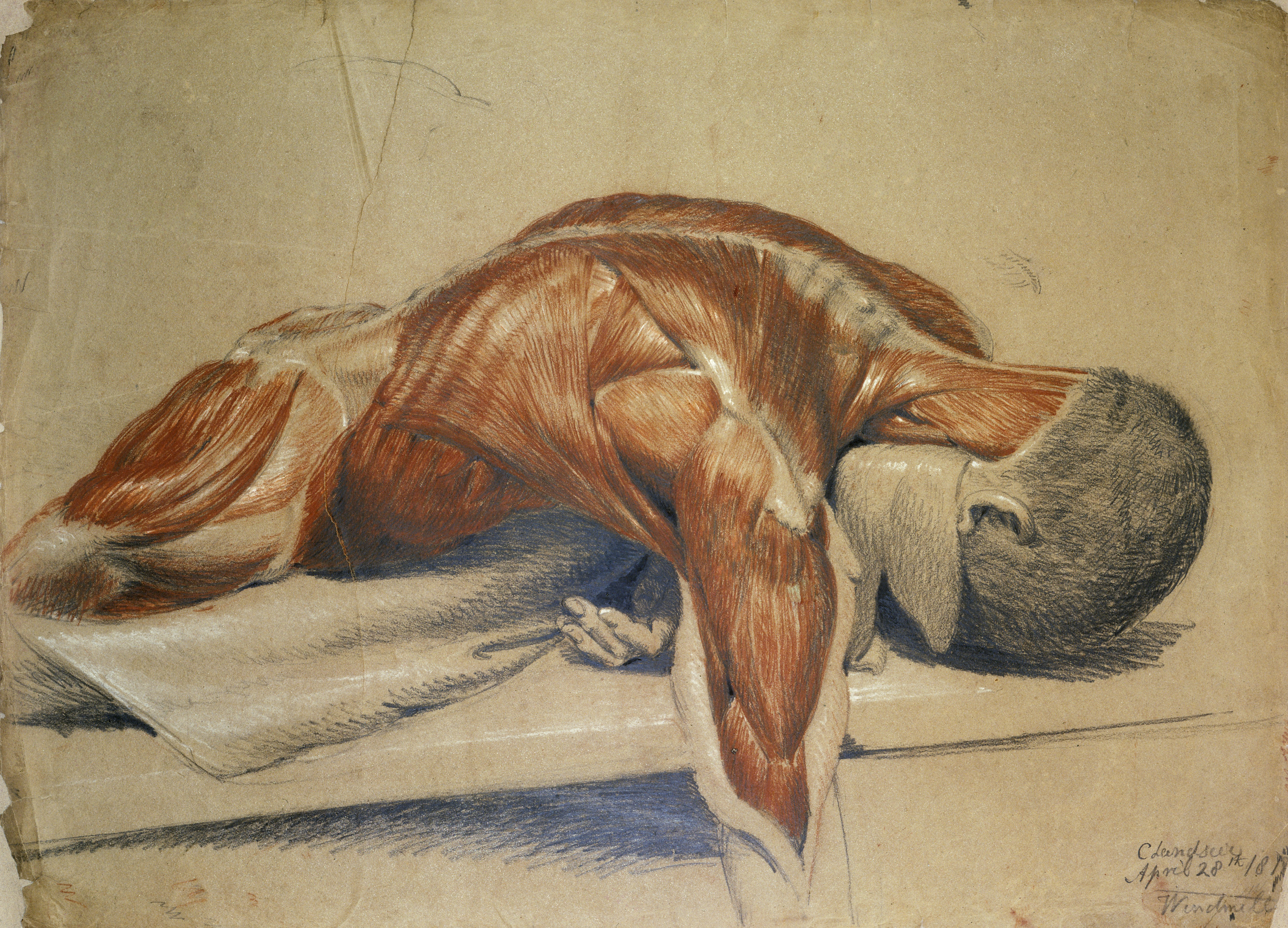
Un corpo sezionato, sdraiato su un tavolo, di Charles Landseer
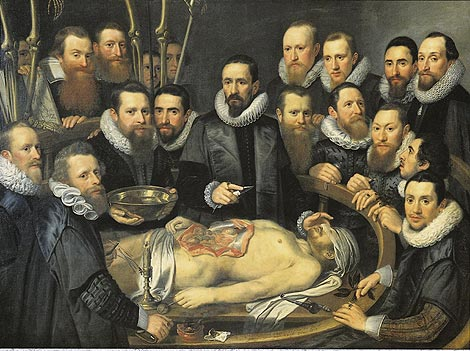
Michiel Jansz van Mierevelt – Lezione di anatomia del dottor Willem van der Meer, 1617
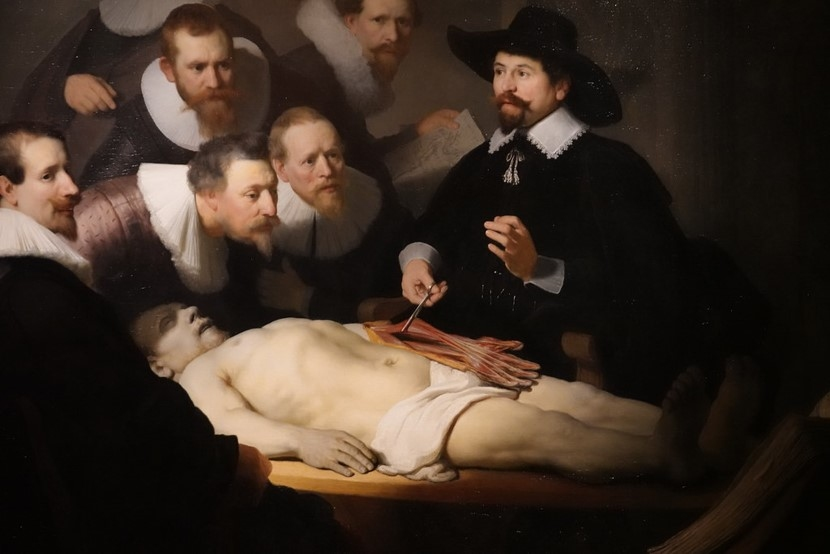
Rembrandt, Lezione di anatomia
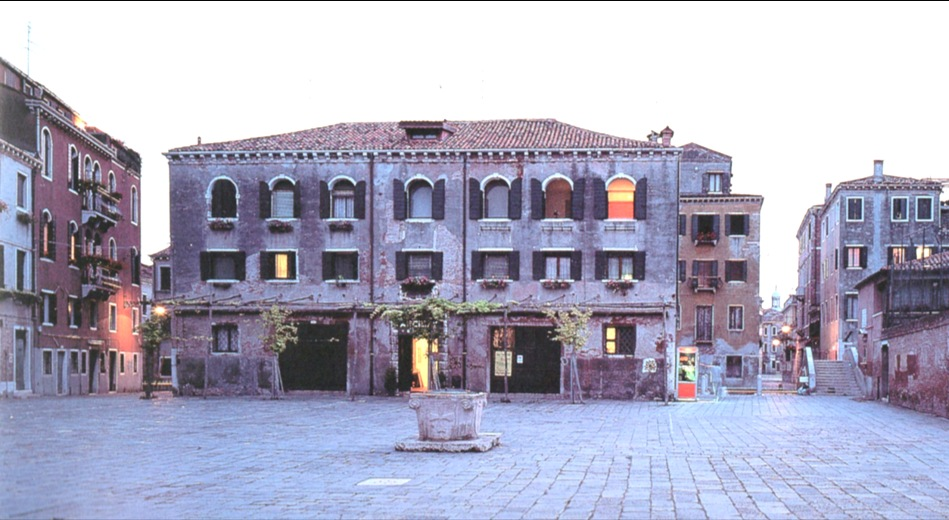
Venezia, Teatro anatomico